# Батуріна тема (Хассберга-2 тема)
Те́ма Бату́ріна — тема в шаховій композиції. Суть теми — вступним ходом білі зв'язують свою тематичну фігуру і розв'язують тематичну чорну. В захисті чорні зв'язують свою тематичну фігуру і водночас розв'язують тематичну білу, точно так, як в темі Хассберга-1, тільки додатково на матуючому ході біла фігура повертається на поле, яке вона перед цим залишила, роблячи вступний хід.

## Історія
Цю ідею запропонував в 1929 році російський шаховий композитор Олександр Андріанович Батурін (25.12.1909—05.08.1981).
В задачі для створення загрози білі, роблячи вступний хід, зв'язують свою тематичну фігуру і при цьому розв'язують чорну. Чорні, захищаючись від загрози, розв'язують білу тематичну фігуру і зв'язують свою фігуру, яку білі вступним ходом розв'язали. До цих пір усі тактичні моменти відповідають темі Хассберга - 1, а от далі на матуючому ході біла фігура повертається на поле, яке вона залишила роблячи вступний хід.
Ідея в СРСР дістала назву — тема Батуріна. За кордоном, після публікацій ряду задач в 30-х роках ХХ століття, які зробив американський проблеміст Ерік Манфред Хассберг (14.05.1918—08.01.1987), ідея дістала назву — тема Хассберга-2.
|   | a | b | c | d | e | f | g | h |   |
| 8 | e8 білий кінь · h7 чорний пішак · a6 чорний слон · c6 чорний пішак · d6 білий пішак · g6 чорний пішак · a5 білий пішак · c5 чорний король · d5 чорний ферзь · e5 біла тура · f5 чорний пішак · h5 біла тура · a4 білий пішак · c4 білий пішак · e4 чорний пішак · c3 білий ферзь · d3 чорний пішак · e3 чорний пішак · a2 білий слон · b2 чорний кінь · f2 білий кінь · g2 білий король · a1 чорний слон · c1 білий слон · f1 чорний кінь | e8 білий кінь · h7 чорний пішак · a6 чорний слон · c6 чорний пішак · d6 білий пішак · g6 чорний пішак · a5 білий пішак · c5 чорний король · d5 чорний ферзь · e5 біла тура · f5 чорний пішак · h5 біла тура · a4 білий пішак · c4 білий пішак · e4 чорний пішак · c3 білий ферзь · d3 чорний пішак · e3 чорний пішак · a2 білий слон · b2 чорний кінь · f2 білий кінь · g2 білий король · a1 чорний слон · c1 білий слон · f1 чорний кінь | e8 білий кінь · h7 чорний пішак · a6 чорний слон · c6 чорний пішак · d6 білий пішак · g6 чорний пішак · a5 білий пішак · c5 чорний король · d5 чорний ферзь · e5 біла тура · f5 чорний пішак · h5 біла тура · a4 білий пішак · c4 білий пішак · e4 чорний пішак · c3 білий ферзь · d3 чорний пішак · e3 чорний пішак · a2 білий слон · b2 чорний кінь · f2 білий кінь · g2 білий король · a1 чорний слон · c1 білий слон · f1 чорний кінь | e8 білий кінь · h7 чорний пішак · a6 чорний слон · c6 чорний пішак · d6 білий пішак · g6 чорний пішак · a5 білий пішак · c5 чорний король · d5 чорний ферзь · e5 біла тура · f5 чорний пішак · h5 біла тура · a4 білий пішак · c4 білий пішак · e4 чорний пішак · c3 білий ферзь · d3 чорний пішак · e3 чорний пішак · a2 білий слон · b2 чорний кінь · f2 білий кінь · g2 білий король · a1 чорний слон · c1 білий слон · f1 чорний кінь | e8 білий кінь · h7 чорний пішак · a6 чорний слон · c6 чорний пішак · d6 білий пішак · g6 чорний пішак · a5 білий пішак · c5 чорний король · d5 чорний ферзь · e5 біла тура · f5 чорний пішак · h5 біла тура · a4 білий пішак · c4 білий пішак · e4 чорний пішак · c3 білий ферзь · d3 чорний пішак · e3 чорний пішак · a2 білий слон · b2 чорний кінь · f2 білий кінь · g2 білий король · a1 чорний слон · c1 білий слон · f1 чорний кінь | e8 білий кінь · h7 чорний пішак · a6 чорний слон · c6 чорний пішак · d6 білий пішак · g6 чорний пішак · a5 білий пішак · c5 чорний король · d5 чорний ферзь · e5 біла тура · f5 чорний пішак · h5 біла тура · a4 білий пішак · c4 білий пішак · e4 чорний пішак · c3 білий ферзь · d3 чорний пішак · e3 чорний пішак · a2 білий слон · b2 чорний кінь · f2 білий кінь · g2 білий король · a1 чорний слон · c1 білий слон · f1 чорний кінь | e8 білий кінь · h7 чорний пішак · a6 чорний слон · c6 чорний пішак · d6 білий пішак · g6 чорний пішак · a5 білий пішак · c5 чорний король · d5 чорний ферзь · e5 біла тура · f5 чорний пішак · h5 біла тура · a4 білий пішак · c4 білий пішак · e4 чорний пішак · c3 білий ферзь · d3 чорний пішак · e3 чорний пішак · a2 білий слон · b2 чорний кінь · f2 білий кінь · g2 білий король · a1 чорний слон · c1 білий слон · f1 чорний кінь | e8 білий кінь · h7 чорний пішак · a6 чорний слон · c6 чорний пішак · d6 білий пішак · g6 чорний пішак · a5 білий пішак · c5 чорний король · d5 чорний ферзь · e5 біла тура · f5 чорний пішак · h5 біла тура · a4 білий пішак · c4 білий пішак · e4 чорний пішак · c3 білий ферзь · d3 чорний пішак · e3 чорний пішак · a2 білий слон · b2 чорний кінь · f2 білий кінь · g2 білий король · a1 чорний слон · c1 білий слон · f1 чорний кінь | 8 |
| 7 | e8 білий кінь · h7 чорний пішак · a6 чорний слон · c6 чорний пішак · d6 білий пішак · g6 чорний пішак · a5 білий пішак · c5 чорний король · d5 чорний ферзь · e5 біла тура · f5 чорний пішак · h5 біла тура · a4 білий пішак · c4 білий пішак · e4 чорний пішак · c3 білий ферзь · d3 чорний пішак · e3 чорний пішак · a2 білий слон · b2 чорний кінь · f2 білий кінь · g2 білий король · a1 чорний слон · c1 білий слон · f1 чорний кінь | e8 білий кінь · h7 чорний пішак · a6 чорний слон · c6 чорний пішак · d6 білий пішак · g6 чорний пішак · a5 білий пішак · c5 чорний король · d5 чорний ферзь · e5 біла тура · f5 чорний пішак · h5 біла тура · a4 білий пішак · c4 білий пішак · e4 чорний пішак · c3 білий ферзь · d3 чорний пішак · e3 чорний пішак · a2 білий слон · b2 чорний кінь · f2 білий кінь · g2 білий король · a1 чорний слон · c1 білий слон · f1 чорний кінь | e8 білий кінь · h7 чорний пішак · a6 чорний слон · c6 чорний пішак · d6 білий пішак · g6 чорний пішак · a5 білий пішак · c5 чорний король · d5 чорний ферзь · e5 біла тура · f5 чорний пішак · h5 біла тура · a4 білий пішак · c4 білий пішак · e4 чорний пішак · c3 білий ферзь · d3 чорний пішак · e3 чорний пішак · a2 білий слон · b2 чорний кінь · f2 білий кінь · g2 білий король · a1 чорний слон · c1 білий слон · f1 чорний кінь | e8 білий кінь · h7 чорний пішак · a6 чорний слон · c6 чорний пішак · d6 білий пішак · g6 чорний пішак · a5 білий пішак · c5 чорний король · d5 чорний ферзь · e5 біла тура · f5 чорний пішак · h5 біла тура · a4 білий пішак · c4 білий пішак · e4 чорний пішак · c3 білий ферзь · d3 чорний пішак · e3 чорний пішак · a2 білий слон · b2 чорний кінь · f2 білий кінь · g2 білий король · a1 чорний слон · c1 білий слон · f1 чорний кінь | e8 білий кінь · h7 чорний пішак · a6 чорний слон · c6 чорний пішак · d6 білий пішак · g6 чорний пішак · a5 білий пішак · c5 чорний король · d5 чорний ферзь · e5 біла тура · f5 чорний пішак · h5 біла тура · a4 білий пішак · c4 білий пішак · e4 чорний пішак · c3 білий ферзь · d3 чорний пішак · e3 чорний пішак · a2 білий слон · b2 чорний кінь · f2 білий кінь · g2 білий король · a1 чорний слон · c1 білий слон · f1 чорний кінь | e8 білий кінь · h7 чорний пішак · a6 чорний слон · c6 чорний пішак · d6 білий пішак · g6 чорний пішак · a5 білий пішак · c5 чорний король · d5 чорний ферзь · e5 біла тура · f5 чорний пішак · h5 біла тура · a4 білий пішак · c4 білий пішак · e4 чорний пішак · c3 білий ферзь · d3 чорний пішак · e3 чорний пішак · a2 білий слон · b2 чорний кінь · f2 білий кінь · g2 білий король · a1 чорний слон · c1 білий слон · f1 чорний кінь | e8 білий кінь · h7 чорний пішак · a6 чорний слон · c6 чорний пішак · d6 білий пішак · g6 чорний пішак · a5 білий пішак · c5 чорний король · d5 чорний ферзь · e5 біла тура · f5 чорний пішак · h5 біла тура · a4 білий пішак · c4 білий пішак · e4 чорний пішак · c3 білий ферзь · d3 чорний пішак · e3 чорний пішак · a2 білий слон · b2 чорний кінь · f2 білий кінь · g2 білий король · a1 чорний слон · c1 білий слон · f1 чорний кінь | e8 білий кінь · h7 чорний пішак · a6 чорний слон · c6 чорний пішак · d6 білий пішак · g6 чорний пішак · a5 білий пішак · c5 чорний король · d5 чорний ферзь · e5 біла тура · f5 чорний пішак · h5 біла тура · a4 білий пішак · c4 білий пішак · e4 чорний пішак · c3 білий ферзь · d3 чорний пішак · e3 чорний пішак · a2 білий слон · b2 чорний кінь · f2 білий кінь · g2 білий король · a1 чорний слон · c1 білий слон · f1 чорний кінь | 7 |
| 6 | e8 білий кінь · h7 чорний пішак · a6 чорний слон · c6 чорний пішак · d6 білий пішак · g6 чорний пішак · a5 білий пішак · c5 чорний король · d5 чорний ферзь · e5 біла тура · f5 чорний пішак · h5 біла тура · a4 білий пішак · c4 білий пішак · e4 чорний пішак · c3 білий ферзь · d3 чорний пішак · e3 чорний пішак · a2 білий слон · b2 чорний кінь · f2 білий кінь · g2 білий король · a1 чорний слон · c1 білий слон · f1 чорний кінь | e8 білий кінь · h7 чорний пішак · a6 чорний слон · c6 чорний пішак · d6 білий пішак · g6 чорний пішак · a5 білий пішак · c5 чорний король · d5 чорний ферзь · e5 біла тура · f5 чорний пішак · h5 біла тура · a4 білий пішак · c4 білий пішак · e4 чорний пішак · c3 білий ферзь · d3 чорний пішак · e3 чорний пішак · a2 білий слон · b2 чорний кінь · f2 білий кінь · g2 білий король · a1 чорний слон · c1 білий слон · f1 чорний кінь | e8 білий кінь · h7 чорний пішак · a6 чорний слон · c6 чорний пішак · d6 білий пішак · g6 чорний пішак · a5 білий пішак · c5 чорний король · d5 чорний ферзь · e5 біла тура · f5 чорний пішак · h5 біла тура · a4 білий пішак · c4 білий пішак · e4 чорний пішак · c3 білий ферзь · d3 чорний пішак · e3 чорний пішак · a2 білий слон · b2 чорний кінь · f2 білий кінь · g2 білий король · a1 чорний слон · c1 білий слон · f1 чорний кінь | e8 білий кінь · h7 чорний пішак · a6 чорний слон · c6 чорний пішак · d6 білий пішак · g6 чорний пішак · a5 білий пішак · c5 чорний король · d5 чорний ферзь · e5 біла тура · f5 чорний пішак · h5 біла тура · a4 білий пішак · c4 білий пішак · e4 чорний пішак · c3 білий ферзь · d3 чорний пішак · e3 чорний пішак · a2 білий слон · b2 чорний кінь · f2 білий кінь · g2 білий король · a1 чорний слон · c1 білий слон · f1 чорний кінь | e8 білий кінь · h7 чорний пішак · a6 чорний слон · c6 чорний пішак · d6 білий пішак · g6 чорний пішак · a5 білий пішак · c5 чорний король · d5 чорний ферзь · e5 біла тура · f5 чорний пішак · h5 біла тура · a4 білий пішак · c4 білий пішак · e4 чорний пішак · c3 білий ферзь · d3 чорний пішак · e3 чорний пішак · a2 білий слон · b2 чорний кінь · f2 білий кінь · g2 білий король · a1 чорний слон · c1 білий слон · f1 чорний кінь | e8 білий кінь · h7 чорний пішак · a6 чорний слон · c6 чорний пішак · d6 білий пішак · g6 чорний пішак · a5 білий пішак · c5 чорний король · d5 чорний ферзь · e5 біла тура · f5 чорний пішак · h5 біла тура · a4 білий пішак · c4 білий пішак · e4 чорний пішак · c3 білий ферзь · d3 чорний пішак · e3 чорний пішак · a2 білий слон · b2 чорний кінь · f2 білий кінь · g2 білий король · a1 чорний слон · c1 білий слон · f1 чорний кінь | e8 білий кінь · h7 чорний пішак · a6 чорний слон · c6 чорний пішак · d6 білий пішак · g6 чорний пішак · a5 білий пішак · c5 чорний король · d5 чорний ферзь · e5 біла тура · f5 чорний пішак · h5 біла тура · a4 білий пішак · c4 білий пішак · e4 чорний пішак · c3 білий ферзь · d3 чорний пішак · e3 чорний пішак · a2 білий слон · b2 чорний кінь · f2 білий кінь · g2 білий король · a1 чорний слон · c1 білий слон · f1 чорний кінь | e8 білий кінь · h7 чорний пішак · a6 чорний слон · c6 чорний пішак · d6 білий пішак · g6 чорний пішак · a5 білий пішак · c5 чорний король · d5 чорний ферзь · e5 біла тура · f5 чорний пішак · h5 біла тура · a4 білий пішак · c4 білий пішак · e4 чорний пішак · c3 білий ферзь · d3 чорний пішак · e3 чорний пішак · a2 білий слон · b2 чорний кінь · f2 білий кінь · g2 білий король · a1 чорний слон · c1 білий слон · f1 чорний кінь | 6 |
| 5 | e8 білий кінь · h7 чорний пішак · a6 чорний слон · c6 чорний пішак · d6 білий пішак · g6 чорний пішак · a5 білий пішак · c5 чорний король · d5 чорний ферзь · e5 біла тура · f5 чорний пішак · h5 біла тура · a4 білий пішак · c4 білий пішак · e4 чорний пішак · c3 білий ферзь · d3 чорний пішак · e3 чорний пішак · a2 білий слон · b2 чорний кінь · f2 білий кінь · g2 білий король · a1 чорний слон · c1 білий слон · f1 чорний кінь | e8 білий кінь · h7 чорний пішак · a6 чорний слон · c6 чорний пішак · d6 білий пішак · g6 чорний пішак · a5 білий пішак · c5 чорний король · d5 чорний ферзь · e5 біла тура · f5 чорний пішак · h5 біла тура · a4 білий пішак · c4 білий пішак · e4 чорний пішак · c3 білий ферзь · d3 чорний пішак · e3 чорний пішак · a2 білий слон · b2 чорний кінь · f2 білий кінь · g2 білий король · a1 чорний слон · c1 білий слон · f1 чорний кінь | e8 білий кінь · h7 чорний пішак · a6 чорний слон · c6 чорний пішак · d6 білий пішак · g6 чорний пішак · a5 білий пішак · c5 чорний король · d5 чорний ферзь · e5 біла тура · f5 чорний пішак · h5 біла тура · a4 білий пішак · c4 білий пішак · e4 чорний пішак · c3 білий ферзь · d3 чорний пішак · e3 чорний пішак · a2 білий слон · b2 чорний кінь · f2 білий кінь · g2 білий король · a1 чорний слон · c1 білий слон · f1 чорний кінь | e8 білий кінь · h7 чорний пішак · a6 чорний слон · c6 чорний пішак · d6 білий пішак · g6 чорний пішак · a5 білий пішак · c5 чорний король · d5 чорний ферзь · e5 біла тура · f5 чорний пішак · h5 біла тура · a4 білий пішак · c4 білий пішак · e4 чорний пішак · c3 білий ферзь · d3 чорний пішак · e3 чорний пішак · a2 білий слон · b2 чорний кінь · f2 білий кінь · g2 білий король · a1 чорний слон · c1 білий слон · f1 чорний кінь | e8 білий кінь · h7 чорний пішак · a6 чорний слон · c6 чорний пішак · d6 білий пішак · g6 чорний пішак · a5 білий пішак · c5 чорний король · d5 чорний ферзь · e5 біла тура · f5 чорний пішак · h5 біла тура · a4 білий пішак · c4 білий пішак · e4 чорний пішак · c3 білий ферзь · d3 чорний пішак · e3 чорний пішак · a2 білий слон · b2 чорний кінь · f2 білий кінь · g2 білий король · a1 чорний слон · c1 білий слон · f1 чорний кінь | e8 білий кінь · h7 чорний пішак · a6 чорний слон · c6 чорний пішак · d6 білий пішак · g6 чорний пішак · a5 білий пішак · c5 чорний король · d5 чорний ферзь · e5 біла тура · f5 чорний пішак · h5 біла тура · a4 білий пішак · c4 білий пішак · e4 чорний пішак · c3 білий ферзь · d3 чорний пішак · e3 чорний пішак · a2 білий слон · b2 чорний кінь · f2 білий кінь · g2 білий король · a1 чорний слон · c1 білий слон · f1 чорний кінь | e8 білий кінь · h7 чорний пішак · a6 чорний слон · c6 чорний пішак · d6 білий пішак · g6 чорний пішак · a5 білий пішак · c5 чорний король · d5 чорний ферзь · e5 біла тура · f5 чорний пішак · h5 біла тура · a4 білий пішак · c4 білий пішак · e4 чорний пішак · c3 білий ферзь · d3 чорний пішак · e3 чорний пішак · a2 білий слон · b2 чорний кінь · f2 білий кінь · g2 білий король · a1 чорний слон · c1 білий слон · f1 чорний кінь | e8 білий кінь · h7 чорний пішак · a6 чорний слон · c6 чорний пішак · d6 білий пішак · g6 чорний пішак · a5 білий пішак · c5 чорний король · d5 чорний ферзь · e5 біла тура · f5 чорний пішак · h5 біла тура · a4 білий пішак · c4 білий пішак · e4 чорний пішак · c3 білий ферзь · d3 чорний пішак · e3 чорний пішак · a2 білий слон · b2 чорний кінь · f2 білий кінь · g2 білий король · a1 чорний слон · c1 білий слон · f1 чорний кінь | 5 |
| 4 | e8 білий кінь · h7 чорний пішак · a6 чорний слон · c6 чорний пішак · d6 білий пішак · g6 чорний пішак · a5 білий пішак · c5 чорний король · d5 чорний ферзь · e5 біла тура · f5 чорний пішак · h5 біла тура · a4 білий пішак · c4 білий пішак · e4 чорний пішак · c3 білий ферзь · d3 чорний пішак · e3 чорний пішак · a2 білий слон · b2 чорний кінь · f2 білий кінь · g2 білий король · a1 чорний слон · c1 білий слон · f1 чорний кінь | e8 білий кінь · h7 чорний пішак · a6 чорний слон · c6 чорний пішак · d6 білий пішак · g6 чорний пішак · a5 білий пішак · c5 чорний король · d5 чорний ферзь · e5 біла тура · f5 чорний пішак · h5 біла тура · a4 білий пішак · c4 білий пішак · e4 чорний пішак · c3 білий ферзь · d3 чорний пішак · e3 чорний пішак · a2 білий слон · b2 чорний кінь · f2 білий кінь · g2 білий король · a1 чорний слон · c1 білий слон · f1 чорний кінь | e8 білий кінь · h7 чорний пішак · a6 чорний слон · c6 чорний пішак · d6 білий пішак · g6 чорний пішак · a5 білий пішак · c5 чорний король · d5 чорний ферзь · e5 біла тура · f5 чорний пішак · h5 біла тура · a4 білий пішак · c4 білий пішак · e4 чорний пішак · c3 білий ферзь · d3 чорний пішак · e3 чорний пішак · a2 білий слон · b2 чорний кінь · f2 білий кінь · g2 білий король · a1 чорний слон · c1 білий слон · f1 чорний кінь | e8 білий кінь · h7 чорний пішак · a6 чорний слон · c6 чорний пішак · d6 білий пішак · g6 чорний пішак · a5 білий пішак · c5 чорний король · d5 чорний ферзь · e5 біла тура · f5 чорний пішак · h5 біла тура · a4 білий пішак · c4 білий пішак · e4 чорний пішак · c3 білий ферзь · d3 чорний пішак · e3 чорний пішак · a2 білий слон · b2 чорний кінь · f2 білий кінь · g2 білий король · a1 чорний слон · c1 білий слон · f1 чорний кінь | e8 білий кінь · h7 чорний пішак · a6 чорний слон · c6 чорний пішак · d6 білий пішак · g6 чорний пішак · a5 білий пішак · c5 чорний король · d5 чорний ферзь · e5 біла тура · f5 чорний пішак · h5 біла тура · a4 білий пішак · c4 білий пішак · e4 чорний пішак · c3 білий ферзь · d3 чорний пішак · e3 чорний пішак · a2 білий слон · b2 чорний кінь · f2 білий кінь · g2 білий король · a1 чорний слон · c1 білий слон · f1 чорний кінь | e8 білий кінь · h7 чорний пішак · a6 чорний слон · c6 чорний пішак · d6 білий пішак · g6 чорний пішак · a5 білий пішак · c5 чорний король · d5 чорний ферзь · e5 біла тура · f5 чорний пішак · h5 біла тура · a4 білий пішак · c4 білий пішак · e4 чорний пішак · c3 білий ферзь · d3 чорний пішак · e3 чорний пішак · a2 білий слон · b2 чорний кінь · f2 білий кінь · g2 білий король · a1 чорний слон · c1 білий слон · f1 чорний кінь | e8 білий кінь · h7 чорний пішак · a6 чорний слон · c6 чорний пішак · d6 білий пішак · g6 чорний пішак · a5 білий пішак · c5 чорний король · d5 чорний ферзь · e5 біла тура · f5 чорний пішак · h5 біла тура · a4 білий пішак · c4 білий пішак · e4 чорний пішак · c3 білий ферзь · d3 чорний пішак · e3 чорний пішак · a2 білий слон · b2 чорний кінь · f2 білий кінь · g2 білий король · a1 чорний слон · c1 білий слон · f1 чорний кінь | e8 білий кінь · h7 чорний пішак · a6 чорний слон · c6 чорний пішак · d6 білий пішак · g6 чорний пішак · a5 білий пішак · c5 чорний король · d5 чорний ферзь · e5 біла тура · f5 чорний пішак · h5 біла тура · a4 білий пішак · c4 білий пішак · e4 чорний пішак · c3 білий ферзь · d3 чорний пішак · e3 чорний пішак · a2 білий слон · b2 чорний кінь · f2 білий кінь · g2 білий король · a1 чорний слон · c1 білий слон · f1 чорний кінь | 4 |
| 3 | e8 білий кінь · h7 чорний пішак · a6 чорний слон · c6 чорний пішак · d6 білий пішак · g6 чорний пішак · a5 білий пішак · c5 чорний король · d5 чорний ферзь · e5 біла тура · f5 чорний пішак · h5 біла тура · a4 білий пішак · c4 білий пішак · e4 чорний пішак · c3 білий ферзь · d3 чорний пішак · e3 чорний пішак · a2 білий слон · b2 чорний кінь · f2 білий кінь · g2 білий король · a1 чорний слон · c1 білий слон · f1 чорний кінь | e8 білий кінь · h7 чорний пішак · a6 чорний слон · c6 чорний пішак · d6 білий пішак · g6 чорний пішак · a5 білий пішак · c5 чорний король · d5 чорний ферзь · e5 біла тура · f5 чорний пішак · h5 біла тура · a4 білий пішак · c4 білий пішак · e4 чорний пішак · c3 білий ферзь · d3 чорний пішак · e3 чорний пішак · a2 білий слон · b2 чорний кінь · f2 білий кінь · g2 білий король · a1 чорний слон · c1 білий слон · f1 чорний кінь | e8 білий кінь · h7 чорний пішак · a6 чорний слон · c6 чорний пішак · d6 білий пішак · g6 чорний пішак · a5 білий пішак · c5 чорний король · d5 чорний ферзь · e5 біла тура · f5 чорний пішак · h5 біла тура · a4 білий пішак · c4 білий пішак · e4 чорний пішак · c3 білий ферзь · d3 чорний пішак · e3 чорний пішак · a2 білий слон · b2 чорний кінь · f2 білий кінь · g2 білий король · a1 чорний слон · c1 білий слон · f1 чорний кінь | e8 білий кінь · h7 чорний пішак · a6 чорний слон · c6 чорний пішак · d6 білий пішак · g6 чорний пішак · a5 білий пішак · c5 чорний король · d5 чорний ферзь · e5 біла тура · f5 чорний пішак · h5 біла тура · a4 білий пішак · c4 білий пішак · e4 чорний пішак · c3 білий ферзь · d3 чорний пішак · e3 чорний пішак · a2 білий слон · b2 чорний кінь · f2 білий кінь · g2 білий король · a1 чорний слон · c1 білий слон · f1 чорний кінь | e8 білий кінь · h7 чорний пішак · a6 чорний слон · c6 чорний пішак · d6 білий пішак · g6 чорний пішак · a5 білий пішак · c5 чорний король · d5 чорний ферзь · e5 біла тура · f5 чорний пішак · h5 біла тура · a4 білий пішак · c4 білий пішак · e4 чорний пішак · c3 білий ферзь · d3 чорний пішак · e3 чорний пішак · a2 білий слон · b2 чорний кінь · f2 білий кінь · g2 білий король · a1 чорний слон · c1 білий слон · f1 чорний кінь | e8 білий кінь · h7 чорний пішак · a6 чорний слон · c6 чорний пішак · d6 білий пішак · g6 чорний пішак · a5 білий пішак · c5 чорний король · d5 чорний ферзь · e5 біла тура · f5 чорний пішак · h5 біла тура · a4 білий пішак · c4 білий пішак · e4 чорний пішак · c3 білий ферзь · d3 чорний пішак · e3 чорний пішак · a2 білий слон · b2 чорний кінь · f2 білий кінь · g2 білий король · a1 чорний слон · c1 білий слон · f1 чорний кінь | e8 білий кінь · h7 чорний пішак · a6 чорний слон · c6 чорний пішак · d6 білий пішак · g6 чорний пішак · a5 білий пішак · c5 чорний король · d5 чорний ферзь · e5 біла тура · f5 чорний пішак · h5 біла тура · a4 білий пішак · c4 білий пішак · e4 чорний пішак · c3 білий ферзь · d3 чорний пішак · e3 чорний пішак · a2 білий слон · b2 чорний кінь · f2 білий кінь · g2 білий король · a1 чорний слон · c1 білий слон · f1 чорний кінь | e8 білий кінь · h7 чорний пішак · a6 чорний слон · c6 чорний пішак · d6 білий пішак · g6 чорний пішак · a5 білий пішак · c5 чорний король · d5 чорний ферзь · e5 біла тура · f5 чорний пішак · h5 біла тура · a4 білий пішак · c4 білий пішак · e4 чорний пішак · c3 білий ферзь · d3 чорний пішак · e3 чорний пішак · a2 білий слон · b2 чорний кінь · f2 білий кінь · g2 білий король · a1 чорний слон · c1 білий слон · f1 чорний кінь | 3 |
| 2 | e8 білий кінь · h7 чорний пішак · a6 чорний слон · c6 чорний пішак · d6 білий пішак · g6 чорний пішак · a5 білий пішак · c5 чорний король · d5 чорний ферзь · e5 біла тура · f5 чорний пішак · h5 біла тура · a4 білий пішак · c4 білий пішак · e4 чорний пішак · c3 білий ферзь · d3 чорний пішак · e3 чорний пішак · a2 білий слон · b2 чорний кінь · f2 білий кінь · g2 білий король · a1 чорний слон · c1 білий слон · f1 чорний кінь | e8 білий кінь · h7 чорний пішак · a6 чорний слон · c6 чорний пішак · d6 білий пішак · g6 чорний пішак · a5 білий пішак · c5 чорний король · d5 чорний ферзь · e5 біла тура · f5 чорний пішак · h5 біла тура · a4 білий пішак · c4 білий пішак · e4 чорний пішак · c3 білий ферзь · d3 чорний пішак · e3 чорний пішак · a2 білий слон · b2 чорний кінь · f2 білий кінь · g2 білий король · a1 чорний слон · c1 білий слон · f1 чорний кінь | e8 білий кінь · h7 чорний пішак · a6 чорний слон · c6 чорний пішак · d6 білий пішак · g6 чорний пішак · a5 білий пішак · c5 чорний король · d5 чорний ферзь · e5 біла тура · f5 чорний пішак · h5 біла тура · a4 білий пішак · c4 білий пішак · e4 чорний пішак · c3 білий ферзь · d3 чорний пішак · e3 чорний пішак · a2 білий слон · b2 чорний кінь · f2 білий кінь · g2 білий король · a1 чорний слон · c1 білий слон · f1 чорний кінь | e8 білий кінь · h7 чорний пішак · a6 чорний слон · c6 чорний пішак · d6 білий пішак · g6 чорний пішак · a5 білий пішак · c5 чорний король · d5 чорний ферзь · e5 біла тура · f5 чорний пішак · h5 біла тура · a4 білий пішак · c4 білий пішак · e4 чорний пішак · c3 білий ферзь · d3 чорний пішак · e3 чорний пішак · a2 білий слон · b2 чорний кінь · f2 білий кінь · g2 білий король · a1 чорний слон · c1 білий слон · f1 чорний кінь | e8 білий кінь · h7 чорний пішак · a6 чорний слон · c6 чорний пішак · d6 білий пішак · g6 чорний пішак · a5 білий пішак · c5 чорний король · d5 чорний ферзь · e5 біла тура · f5 чорний пішак · h5 біла тура · a4 білий пішак · c4 білий пішак · e4 чорний пішак · c3 білий ферзь · d3 чорний пішак · e3 чорний пішак · a2 білий слон · b2 чорний кінь · f2 білий кінь · g2 білий король · a1 чорний слон · c1 білий слон · f1 чорний кінь | e8 білий кінь · h7 чорний пішак · a6 чорний слон · c6 чорний пішак · d6 білий пішак · g6 чорний пішак · a5 білий пішак · c5 чорний король · d5 чорний ферзь · e5 біла тура · f5 чорний пішак · h5 біла тура · a4 білий пішак · c4 білий пішак · e4 чорний пішак · c3 білий ферзь · d3 чорний пішак · e3 чорний пішак · a2 білий слон · b2 чорний кінь · f2 білий кінь · g2 білий король · a1 чорний слон · c1 білий слон · f1 чорний кінь | e8 білий кінь · h7 чорний пішак · a6 чорний слон · c6 чорний пішак · d6 білий пішак · g6 чорний пішак · a5 білий пішак · c5 чорний король · d5 чорний ферзь · e5 біла тура · f5 чорний пішак · h5 біла тура · a4 білий пішак · c4 білий пішак · e4 чорний пішак · c3 білий ферзь · d3 чорний пішак · e3 чорний пішак · a2 білий слон · b2 чорний кінь · f2 білий кінь · g2 білий король · a1 чорний слон · c1 білий слон · f1 чорний кінь | e8 білий кінь · h7 чорний пішак · a6 чорний слон · c6 чорний пішак · d6 білий пішак · g6 чорний пішак · a5 білий пішак · c5 чорний король · d5 чорний ферзь · e5 біла тура · f5 чорний пішак · h5 біла тура · a4 білий пішак · c4 білий пішак · e4 чорний пішак · c3 білий ферзь · d3 чорний пішак · e3 чорний пішак · a2 білий слон · b2 чорний кінь · f2 білий кінь · g2 білий король · a1 чорний слон · c1 білий слон · f1 чорний кінь | 2 |
| 1 | e8 білий кінь · h7 чорний пішак · a6 чорний слон · c6 чорний пішак · d6 білий пішак · g6 чорний пішак · a5 білий пішак · c5 чорний король · d5 чорний ферзь · e5 біла тура · f5 чорний пішак · h5 біла тура · a4 білий пішак · c4 білий пішак · e4 чорний пішак · c3 білий ферзь · d3 чорний пішак · e3 чорний пішак · a2 білий слон · b2 чорний кінь · f2 білий кінь · g2 білий король · a1 чорний слон · c1 білий слон · f1 чорний кінь | e8 білий кінь · h7 чорний пішак · a6 чорний слон · c6 чорний пішак · d6 білий пішак · g6 чорний пішак · a5 білий пішак · c5 чорний король · d5 чорний ферзь · e5 біла тура · f5 чорний пішак · h5 біла тура · a4 білий пішак · c4 білий пішак · e4 чорний пішак · c3 білий ферзь · d3 чорний пішак · e3 чорний пішак · a2 білий слон · b2 чорний кінь · f2 білий кінь · g2 білий король · a1 чорний слон · c1 білий слон · f1 чорний кінь | e8 білий кінь · h7 чорний пішак · a6 чорний слон · c6 чорний пішак · d6 білий пішак · g6 чорний пішак · a5 білий пішак · c5 чорний король · d5 чорний ферзь · e5 біла тура · f5 чорний пішак · h5 біла тура · a4 білий пішак · c4 білий пішак · e4 чорний пішак · c3 білий ферзь · d3 чорний пішак · e3 чорний пішак · a2 білий слон · b2 чорний кінь · f2 білий кінь · g2 білий король · a1 чорний слон · c1 білий слон · f1 чорний кінь | e8 білий кінь · h7 чорний пішак · a6 чорний слон · c6 чорний пішак · d6 білий пішак · g6 чорний пішак · a5 білий пішак · c5 чорний король · d5 чорний ферзь · e5 біла тура · f5 чорний пішак · h5 біла тура · a4 білий пішак · c4 білий пішак · e4 чорний пішак · c3 білий ферзь · d3 чорний пішак · e3 чорний пішак · a2 білий слон · b2 чорний кінь · f2 білий кінь · g2 білий король · a1 чорний слон · c1 білий слон · f1 чорний кінь | e8 білий кінь · h7 чорний пішак · a6 чорний слон · c6 чорний пішак · d6 білий пішак · g6 чорний пішак · a5 білий пішак · c5 чорний король · d5 чорний ферзь · e5 біла тура · f5 чорний пішак · h5 біла тура · a4 білий пішак · c4 білий пішак · e4 чорний пішак · c3 білий ферзь · d3 чорний пішак · e3 чорний пішак · a2 білий слон · b2 чорний кінь · f2 білий кінь · g2 білий король · a1 чорний слон · c1 білий слон · f1 чорний кінь | e8 білий кінь · h7 чорний пішак · a6 чорний слон · c6 чорний пішак · d6 білий пішак · g6 чорний пішак · a5 білий пішак · c5 чорний король · d5 чорний ферзь · e5 біла тура · f5 чорний пішак · h5 біла тура · a4 білий пішак · c4 білий пішак · e4 чорний пішак · c3 білий ферзь · d3 чорний пішак · e3 чорний пішак · a2 білий слон · b2 чорний кінь · f2 білий кінь · g2 білий король · a1 чорний слон · c1 білий слон · f1 чорний кінь | e8 білий кінь · h7 чорний пішак · a6 чорний слон · c6 чорний пішак · d6 білий пішак · g6 чорний пішак · a5 білий пішак · c5 чорний король · d5 чорний ферзь · e5 біла тура · f5 чорний пішак · h5 біла тура · a4 білий пішак · c4 білий пішак · e4 чорний пішак · c3 білий ферзь · d3 чорний пішак · e3 чорний пішак · a2 білий слон · b2 чорний кінь · f2 білий кінь · g2 білий король · a1 чорний слон · c1 білий слон · f1 чорний кінь | e8 білий кінь · h7 чорний пішак · a6 чорний слон · c6 чорний пішак · d6 білий пішак · g6 чорний пішак · a5 білий пішак · c5 чорний король · d5 чорний ферзь · e5 біла тура · f5 чорний пішак · h5 біла тура · a4 білий пішак · c4 білий пішак · e4 чорний пішак · c3 білий ферзь · d3 чорний пішак · e3 чорний пішак · a2 білий слон · b2 чорний кінь · f2 білий кінь · g2 білий король · a1 чорний слон · c1 білий слон · f1 чорний кінь | 1 |
|   | a | b | c | d | e | f | g | h |   |

FEN: 4N3/7p/b1pP2p1/P1kqRp1R/P1P1p3/2Qpp3/Bn3NK1/b1B2n2
1. Rxe4! ~ 2. Qa3#
1. ... Qxc4 2. Re5#
- — - — - — -
1. ... Sxc4 2. Ba3#
1. ... fe   2. Sxe4#
|   | a | b | c | d | e | f | g | h |   |
| 8 | f7 білий пішак · b6 чорний слон · a5 чорна тура · b5 чорний пішак · c5 білий пішак · d5 білий слон · g5 чорна тура · a4 білий пішак · b4 чорний король · c4 чорний ферзь · d4 білий ферзь · f4 білий кінь · g4 біла тура · a3 чорний пішак · c3 біла тура · d3 чорний пішак · d2 білий слон · f1 білий король | f7 білий пішак · b6 чорний слон · a5 чорна тура · b5 чорний пішак · c5 білий пішак · d5 білий слон · g5 чорна тура · a4 білий пішак · b4 чорний король · c4 чорний ферзь · d4 білий ферзь · f4 білий кінь · g4 біла тура · a3 чорний пішак · c3 біла тура · d3 чорний пішак · d2 білий слон · f1 білий король | f7 білий пішак · b6 чорний слон · a5 чорна тура · b5 чорний пішак · c5 білий пішак · d5 білий слон · g5 чорна тура · a4 білий пішак · b4 чорний король · c4 чорний ферзь · d4 білий ферзь · f4 білий кінь · g4 біла тура · a3 чорний пішак · c3 біла тура · d3 чорний пішак · d2 білий слон · f1 білий король | f7 білий пішак · b6 чорний слон · a5 чорна тура · b5 чорний пішак · c5 білий пішак · d5 білий слон · g5 чорна тура · a4 білий пішак · b4 чорний король · c4 чорний ферзь · d4 білий ферзь · f4 білий кінь · g4 біла тура · a3 чорний пішак · c3 біла тура · d3 чорний пішак · d2 білий слон · f1 білий король | f7 білий пішак · b6 чорний слон · a5 чорна тура · b5 чорний пішак · c5 білий пішак · d5 білий слон · g5 чорна тура · a4 білий пішак · b4 чорний король · c4 чорний ферзь · d4 білий ферзь · f4 білий кінь · g4 біла тура · a3 чорний пішак · c3 біла тура · d3 чорний пішак · d2 білий слон · f1 білий король | f7 білий пішак · b6 чорний слон · a5 чорна тура · b5 чорний пішак · c5 білий пішак · d5 білий слон · g5 чорна тура · a4 білий пішак · b4 чорний король · c4 чорний ферзь · d4 білий ферзь · f4 білий кінь · g4 біла тура · a3 чорний пішак · c3 біла тура · d3 чорний пішак · d2 білий слон · f1 білий король | f7 білий пішак · b6 чорний слон · a5 чорна тура · b5 чорний пішак · c5 білий пішак · d5 білий слон · g5 чорна тура · a4 білий пішак · b4 чорний король · c4 чорний ферзь · d4 білий ферзь · f4 білий кінь · g4 біла тура · a3 чорний пішак · c3 біла тура · d3 чорний пішак · d2 білий слон · f1 білий король | f7 білий пішак · b6 чорний слон · a5 чорна тура · b5 чорний пішак · c5 білий пішак · d5 білий слон · g5 чорна тура · a4 білий пішак · b4 чорний король · c4 чорний ферзь · d4 білий ферзь · f4 білий кінь · g4 біла тура · a3 чорний пішак · c3 біла тура · d3 чорний пішак · d2 білий слон · f1 білий король | 8 |
| 7 | f7 білий пішак · b6 чорний слон · a5 чорна тура · b5 чорний пішак · c5 білий пішак · d5 білий слон · g5 чорна тура · a4 білий пішак · b4 чорний король · c4 чорний ферзь · d4 білий ферзь · f4 білий кінь · g4 біла тура · a3 чорний пішак · c3 біла тура · d3 чорний пішак · d2 білий слон · f1 білий король | f7 білий пішак · b6 чорний слон · a5 чорна тура · b5 чорний пішак · c5 білий пішак · d5 білий слон · g5 чорна тура · a4 білий пішак · b4 чорний король · c4 чорний ферзь · d4 білий ферзь · f4 білий кінь · g4 біла тура · a3 чорний пішак · c3 біла тура · d3 чорний пішак · d2 білий слон · f1 білий король | f7 білий пішак · b6 чорний слон · a5 чорна тура · b5 чорний пішак · c5 білий пішак · d5 білий слон · g5 чорна тура · a4 білий пішак · b4 чорний король · c4 чорний ферзь · d4 білий ферзь · f4 білий кінь · g4 біла тура · a3 чорний пішак · c3 біла тура · d3 чорний пішак · d2 білий слон · f1 білий король | f7 білий пішак · b6 чорний слон · a5 чорна тура · b5 чорний пішак · c5 білий пішак · d5 білий слон · g5 чорна тура · a4 білий пішак · b4 чорний король · c4 чорний ферзь · d4 білий ферзь · f4 білий кінь · g4 біла тура · a3 чорний пішак · c3 біла тура · d3 чорний пішак · d2 білий слон · f1 білий король | f7 білий пішак · b6 чорний слон · a5 чорна тура · b5 чорний пішак · c5 білий пішак · d5 білий слон · g5 чорна тура · a4 білий пішак · b4 чорний король · c4 чорний ферзь · d4 білий ферзь · f4 білий кінь · g4 біла тура · a3 чорний пішак · c3 біла тура · d3 чорний пішак · d2 білий слон · f1 білий король | f7 білий пішак · b6 чорний слон · a5 чорна тура · b5 чорний пішак · c5 білий пішак · d5 білий слон · g5 чорна тура · a4 білий пішак · b4 чорний король · c4 чорний ферзь · d4 білий ферзь · f4 білий кінь · g4 біла тура · a3 чорний пішак · c3 біла тура · d3 чорний пішак · d2 білий слон · f1 білий король | f7 білий пішак · b6 чорний слон · a5 чорна тура · b5 чорний пішак · c5 білий пішак · d5 білий слон · g5 чорна тура · a4 білий пішак · b4 чорний король · c4 чорний ферзь · d4 білий ферзь · f4 білий кінь · g4 біла тура · a3 чорний пішак · c3 біла тура · d3 чорний пішак · d2 білий слон · f1 білий король | f7 білий пішак · b6 чорний слон · a5 чорна тура · b5 чорний пішак · c5 білий пішак · d5 білий слон · g5 чорна тура · a4 білий пішак · b4 чорний король · c4 чорний ферзь · d4 білий ферзь · f4 білий кінь · g4 біла тура · a3 чорний пішак · c3 біла тура · d3 чорний пішак · d2 білий слон · f1 білий король | 7 |
| 6 | f7 білий пішак · b6 чорний слон · a5 чорна тура · b5 чорний пішак · c5 білий пішак · d5 білий слон · g5 чорна тура · a4 білий пішак · b4 чорний король · c4 чорний ферзь · d4 білий ферзь · f4 білий кінь · g4 біла тура · a3 чорний пішак · c3 біла тура · d3 чорний пішак · d2 білий слон · f1 білий король | f7 білий пішак · b6 чорний слон · a5 чорна тура · b5 чорний пішак · c5 білий пішак · d5 білий слон · g5 чорна тура · a4 білий пішак · b4 чорний король · c4 чорний ферзь · d4 білий ферзь · f4 білий кінь · g4 біла тура · a3 чорний пішак · c3 біла тура · d3 чорний пішак · d2 білий слон · f1 білий король | f7 білий пішак · b6 чорний слон · a5 чорна тура · b5 чорний пішак · c5 білий пішак · d5 білий слон · g5 чорна тура · a4 білий пішак · b4 чорний король · c4 чорний ферзь · d4 білий ферзь · f4 білий кінь · g4 біла тура · a3 чорний пішак · c3 біла тура · d3 чорний пішак · d2 білий слон · f1 білий король | f7 білий пішак · b6 чорний слон · a5 чорна тура · b5 чорний пішак · c5 білий пішак · d5 білий слон · g5 чорна тура · a4 білий пішак · b4 чорний король · c4 чорний ферзь · d4 білий ферзь · f4 білий кінь · g4 біла тура · a3 чорний пішак · c3 біла тура · d3 чорний пішак · d2 білий слон · f1 білий король | f7 білий пішак · b6 чорний слон · a5 чорна тура · b5 чорний пішак · c5 білий пішак · d5 білий слон · g5 чорна тура · a4 білий пішак · b4 чорний король · c4 чорний ферзь · d4 білий ферзь · f4 білий кінь · g4 біла тура · a3 чорний пішак · c3 біла тура · d3 чорний пішак · d2 білий слон · f1 білий король | f7 білий пішак · b6 чорний слон · a5 чорна тура · b5 чорний пішак · c5 білий пішак · d5 білий слон · g5 чорна тура · a4 білий пішак · b4 чорний король · c4 чорний ферзь · d4 білий ферзь · f4 білий кінь · g4 біла тура · a3 чорний пішак · c3 біла тура · d3 чорний пішак · d2 білий слон · f1 білий король | f7 білий пішак · b6 чорний слон · a5 чорна тура · b5 чорний пішак · c5 білий пішак · d5 білий слон · g5 чорна тура · a4 білий пішак · b4 чорний король · c4 чорний ферзь · d4 білий ферзь · f4 білий кінь · g4 біла тура · a3 чорний пішак · c3 біла тура · d3 чорний пішак · d2 білий слон · f1 білий король | f7 білий пішак · b6 чорний слон · a5 чорна тура · b5 чорний пішак · c5 білий пішак · d5 білий слон · g5 чорна тура · a4 білий пішак · b4 чорний король · c4 чорний ферзь · d4 білий ферзь · f4 білий кінь · g4 біла тура · a3 чорний пішак · c3 біла тура · d3 чорний пішак · d2 білий слон · f1 білий король | 6 |
| 5 | f7 білий пішак · b6 чорний слон · a5 чорна тура · b5 чорний пішак · c5 білий пішак · d5 білий слон · g5 чорна тура · a4 білий пішак · b4 чорний король · c4 чорний ферзь · d4 білий ферзь · f4 білий кінь · g4 біла тура · a3 чорний пішак · c3 біла тура · d3 чорний пішак · d2 білий слон · f1 білий король | f7 білий пішак · b6 чорний слон · a5 чорна тура · b5 чорний пішак · c5 білий пішак · d5 білий слон · g5 чорна тура · a4 білий пішак · b4 чорний король · c4 чорний ферзь · d4 білий ферзь · f4 білий кінь · g4 біла тура · a3 чорний пішак · c3 біла тура · d3 чорний пішак · d2 білий слон · f1 білий король | f7 білий пішак · b6 чорний слон · a5 чорна тура · b5 чорний пішак · c5 білий пішак · d5 білий слон · g5 чорна тура · a4 білий пішак · b4 чорний король · c4 чорний ферзь · d4 білий ферзь · f4 білий кінь · g4 біла тура · a3 чорний пішак · c3 біла тура · d3 чорний пішак · d2 білий слон · f1 білий король | f7 білий пішак · b6 чорний слон · a5 чорна тура · b5 чорний пішак · c5 білий пішак · d5 білий слон · g5 чорна тура · a4 білий пішак · b4 чорний король · c4 чорний ферзь · d4 білий ферзь · f4 білий кінь · g4 біла тура · a3 чорний пішак · c3 біла тура · d3 чорний пішак · d2 білий слон · f1 білий король | f7 білий пішак · b6 чорний слон · a5 чорна тура · b5 чорний пішак · c5 білий пішак · d5 білий слон · g5 чорна тура · a4 білий пішак · b4 чорний король · c4 чорний ферзь · d4 білий ферзь · f4 білий кінь · g4 біла тура · a3 чорний пішак · c3 біла тура · d3 чорний пішак · d2 білий слон · f1 білий король | f7 білий пішак · b6 чорний слон · a5 чорна тура · b5 чорний пішак · c5 білий пішак · d5 білий слон · g5 чорна тура · a4 білий пішак · b4 чорний король · c4 чорний ферзь · d4 білий ферзь · f4 білий кінь · g4 біла тура · a3 чорний пішак · c3 біла тура · d3 чорний пішак · d2 білий слон · f1 білий король | f7 білий пішак · b6 чорний слон · a5 чорна тура · b5 чорний пішак · c5 білий пішак · d5 білий слон · g5 чорна тура · a4 білий пішак · b4 чорний король · c4 чорний ферзь · d4 білий ферзь · f4 білий кінь · g4 біла тура · a3 чорний пішак · c3 біла тура · d3 чорний пішак · d2 білий слон · f1 білий король | f7 білий пішак · b6 чорний слон · a5 чорна тура · b5 чорний пішак · c5 білий пішак · d5 білий слон · g5 чорна тура · a4 білий пішак · b4 чорний король · c4 чорний ферзь · d4 білий ферзь · f4 білий кінь · g4 біла тура · a3 чорний пішак · c3 біла тура · d3 чорний пішак · d2 білий слон · f1 білий король | 5 |
| 4 | f7 білий пішак · b6 чорний слон · a5 чорна тура · b5 чорний пішак · c5 білий пішак · d5 білий слон · g5 чорна тура · a4 білий пішак · b4 чорний король · c4 чорний ферзь · d4 білий ферзь · f4 білий кінь · g4 біла тура · a3 чорний пішак · c3 біла тура · d3 чорний пішак · d2 білий слон · f1 білий король | f7 білий пішак · b6 чорний слон · a5 чорна тура · b5 чорний пішак · c5 білий пішак · d5 білий слон · g5 чорна тура · a4 білий пішак · b4 чорний король · c4 чорний ферзь · d4 білий ферзь · f4 білий кінь · g4 біла тура · a3 чорний пішак · c3 біла тура · d3 чорний пішак · d2 білий слон · f1 білий король | f7 білий пішак · b6 чорний слон · a5 чорна тура · b5 чорний пішак · c5 білий пішак · d5 білий слон · g5 чорна тура · a4 білий пішак · b4 чорний король · c4 чорний ферзь · d4 білий ферзь · f4 білий кінь · g4 біла тура · a3 чорний пішак · c3 біла тура · d3 чорний пішак · d2 білий слон · f1 білий король | f7 білий пішак · b6 чорний слон · a5 чорна тура · b5 чорний пішак · c5 білий пішак · d5 білий слон · g5 чорна тура · a4 білий пішак · b4 чорний король · c4 чорний ферзь · d4 білий ферзь · f4 білий кінь · g4 біла тура · a3 чорний пішак · c3 біла тура · d3 чорний пішак · d2 білий слон · f1 білий король | f7 білий пішак · b6 чорний слон · a5 чорна тура · b5 чорний пішак · c5 білий пішак · d5 білий слон · g5 чорна тура · a4 білий пішак · b4 чорний король · c4 чорний ферзь · d4 білий ферзь · f4 білий кінь · g4 біла тура · a3 чорний пішак · c3 біла тура · d3 чорний пішак · d2 білий слон · f1 білий король | f7 білий пішак · b6 чорний слон · a5 чорна тура · b5 чорний пішак · c5 білий пішак · d5 білий слон · g5 чорна тура · a4 білий пішак · b4 чорний король · c4 чорний ферзь · d4 білий ферзь · f4 білий кінь · g4 біла тура · a3 чорний пішак · c3 біла тура · d3 чорний пішак · d2 білий слон · f1 білий король | f7 білий пішак · b6 чорний слон · a5 чорна тура · b5 чорний пішак · c5 білий пішак · d5 білий слон · g5 чорна тура · a4 білий пішак · b4 чорний король · c4 чорний ферзь · d4 білий ферзь · f4 білий кінь · g4 біла тура · a3 чорний пішак · c3 біла тура · d3 чорний пішак · d2 білий слон · f1 білий король | f7 білий пішак · b6 чорний слон · a5 чорна тура · b5 чорний пішак · c5 білий пішак · d5 білий слон · g5 чорна тура · a4 білий пішак · b4 чорний король · c4 чорний ферзь · d4 білий ферзь · f4 білий кінь · g4 біла тура · a3 чорний пішак · c3 біла тура · d3 чорний пішак · d2 білий слон · f1 білий король | 4 |
| 3 | f7 білий пішак · b6 чорний слон · a5 чорна тура · b5 чорний пішак · c5 білий пішак · d5 білий слон · g5 чорна тура · a4 білий пішак · b4 чорний король · c4 чорний ферзь · d4 білий ферзь · f4 білий кінь · g4 біла тура · a3 чорний пішак · c3 біла тура · d3 чорний пішак · d2 білий слон · f1 білий король | f7 білий пішак · b6 чорний слон · a5 чорна тура · b5 чорний пішак · c5 білий пішак · d5 білий слон · g5 чорна тура · a4 білий пішак · b4 чорний король · c4 чорний ферзь · d4 білий ферзь · f4 білий кінь · g4 біла тура · a3 чорний пішак · c3 біла тура · d3 чорний пішак · d2 білий слон · f1 білий король | f7 білий пішак · b6 чорний слон · a5 чорна тура · b5 чорний пішак · c5 білий пішак · d5 білий слон · g5 чорна тура · a4 білий пішак · b4 чорний король · c4 чорний ферзь · d4 білий ферзь · f4 білий кінь · g4 біла тура · a3 чорний пішак · c3 біла тура · d3 чорний пішак · d2 білий слон · f1 білий король | f7 білий пішак · b6 чорний слон · a5 чорна тура · b5 чорний пішак · c5 білий пішак · d5 білий слон · g5 чорна тура · a4 білий пішак · b4 чорний король · c4 чорний ферзь · d4 білий ферзь · f4 білий кінь · g4 біла тура · a3 чорний пішак · c3 біла тура · d3 чорний пішак · d2 білий слон · f1 білий король | f7 білий пішак · b6 чорний слон · a5 чорна тура · b5 чорний пішак · c5 білий пішак · d5 білий слон · g5 чорна тура · a4 білий пішак · b4 чорний король · c4 чорний ферзь · d4 білий ферзь · f4 білий кінь · g4 біла тура · a3 чорний пішак · c3 біла тура · d3 чорний пішак · d2 білий слон · f1 білий король | f7 білий пішак · b6 чорний слон · a5 чорна тура · b5 чорний пішак · c5 білий пішак · d5 білий слон · g5 чорна тура · a4 білий пішак · b4 чорний король · c4 чорний ферзь · d4 білий ферзь · f4 білий кінь · g4 біла тура · a3 чорний пішак · c3 біла тура · d3 чорний пішак · d2 білий слон · f1 білий король | f7 білий пішак · b6 чорний слон · a5 чорна тура · b5 чорний пішак · c5 білий пішак · d5 білий слон · g5 чорна тура · a4 білий пішак · b4 чорний король · c4 чорний ферзь · d4 білий ферзь · f4 білий кінь · g4 біла тура · a3 чорний пішак · c3 біла тура · d3 чорний пішак · d2 білий слон · f1 білий король | f7 білий пішак · b6 чорний слон · a5 чорна тура · b5 чорний пішак · c5 білий пішак · d5 білий слон · g5 чорна тура · a4 білий пішак · b4 чорний король · c4 чорний ферзь · d4 білий ферзь · f4 білий кінь · g4 біла тура · a3 чорний пішак · c3 біла тура · d3 чорний пішак · d2 білий слон · f1 білий король | 3 |
| 2 | f7 білий пішак · b6 чорний слон · a5 чорна тура · b5 чорний пішак · c5 білий пішак · d5 білий слон · g5 чорна тура · a4 білий пішак · b4 чорний король · c4 чорний ферзь · d4 білий ферзь · f4 білий кінь · g4 біла тура · a3 чорний пішак · c3 біла тура · d3 чорний пішак · d2 білий слон · f1 білий король | f7 білий пішак · b6 чорний слон · a5 чорна тура · b5 чорний пішак · c5 білий пішак · d5 білий слон · g5 чорна тура · a4 білий пішак · b4 чорний король · c4 чорний ферзь · d4 білий ферзь · f4 білий кінь · g4 біла тура · a3 чорний пішак · c3 біла тура · d3 чорний пішак · d2 білий слон · f1 білий король | f7 білий пішак · b6 чорний слон · a5 чорна тура · b5 чорний пішак · c5 білий пішак · d5 білий слон · g5 чорна тура · a4 білий пішак · b4 чорний король · c4 чорний ферзь · d4 білий ферзь · f4 білий кінь · g4 біла тура · a3 чорний пішак · c3 біла тура · d3 чорний пішак · d2 білий слон · f1 білий король | f7 білий пішак · b6 чорний слон · a5 чорна тура · b5 чорний пішак · c5 білий пішак · d5 білий слон · g5 чорна тура · a4 білий пішак · b4 чорний король · c4 чорний ферзь · d4 білий ферзь · f4 білий кінь · g4 біла тура · a3 чорний пішак · c3 біла тура · d3 чорний пішак · d2 білий слон · f1 білий король | f7 білий пішак · b6 чорний слон · a5 чорна тура · b5 чорний пішак · c5 білий пішак · d5 білий слон · g5 чорна тура · a4 білий пішак · b4 чорний король · c4 чорний ферзь · d4 білий ферзь · f4 білий кінь · g4 біла тура · a3 чорний пішак · c3 біла тура · d3 чорний пішак · d2 білий слон · f1 білий король | f7 білий пішак · b6 чорний слон · a5 чорна тура · b5 чорний пішак · c5 білий пішак · d5 білий слон · g5 чорна тура · a4 білий пішак · b4 чорний король · c4 чорний ферзь · d4 білий ферзь · f4 білий кінь · g4 біла тура · a3 чорний пішак · c3 біла тура · d3 чорний пішак · d2 білий слон · f1 білий король | f7 білий пішак · b6 чорний слон · a5 чорна тура · b5 чорний пішак · c5 білий пішак · d5 білий слон · g5 чорна тура · a4 білий пішак · b4 чорний король · c4 чорний ферзь · d4 білий ферзь · f4 білий кінь · g4 біла тура · a3 чорний пішак · c3 біла тура · d3 чорний пішак · d2 білий слон · f1 білий король | f7 білий пішак · b6 чорний слон · a5 чорна тура · b5 чорний пішак · c5 білий пішак · d5 білий слон · g5 чорна тура · a4 білий пішак · b4 чорний король · c4 чорний ферзь · d4 білий ферзь · f4 білий кінь · g4 біла тура · a3 чорний пішак · c3 біла тура · d3 чорний пішак · d2 білий слон · f1 білий король | 2 |
| 1 | f7 білий пішак · b6 чорний слон · a5 чорна тура · b5 чорний пішак · c5 білий пішак · d5 білий слон · g5 чорна тура · a4 білий пішак · b4 чорний король · c4 чорний ферзь · d4 білий ферзь · f4 білий кінь · g4 біла тура · a3 чорний пішак · c3 біла тура · d3 чорний пішак · d2 білий слон · f1 білий король | f7 білий пішак · b6 чорний слон · a5 чорна тура · b5 чорний пішак · c5 білий пішак · d5 білий слон · g5 чорна тура · a4 білий пішак · b4 чорний король · c4 чорний ферзь · d4 білий ферзь · f4 білий кінь · g4 біла тура · a3 чорний пішак · c3 біла тура · d3 чорний пішак · d2 білий слон · f1 білий король | f7 білий пішак · b6 чорний слон · a5 чорна тура · b5 чорний пішак · c5 білий пішак · d5 білий слон · g5 чорна тура · a4 білий пішак · b4 чорний король · c4 чорний ферзь · d4 білий ферзь · f4 білий кінь · g4 біла тура · a3 чорний пішак · c3 біла тура · d3 чорний пішак · d2 білий слон · f1 білий король | f7 білий пішак · b6 чорний слон · a5 чорна тура · b5 чорний пішак · c5 білий пішак · d5 білий слон · g5 чорна тура · a4 білий пішак · b4 чорний король · c4 чорний ферзь · d4 білий ферзь · f4 білий кінь · g4 біла тура · a3 чорний пішак · c3 біла тура · d3 чорний пішак · d2 білий слон · f1 білий король | f7 білий пішак · b6 чорний слон · a5 чорна тура · b5 чорний пішак · c5 білий пішак · d5 білий слон · g5 чорна тура · a4 білий пішак · b4 чорний король · c4 чорний ферзь · d4 білий ферзь · f4 білий кінь · g4 біла тура · a3 чорний пішак · c3 біла тура · d3 чорний пішак · d2 білий слон · f1 білий король | f7 білий пішак · b6 чорний слон · a5 чорна тура · b5 чорний пішак · c5 білий пішак · d5 білий слон · g5 чорна тура · a4 білий пішак · b4 чорний король · c4 чорний ферзь · d4 білий ферзь · f4 білий кінь · g4 біла тура · a3 чорний пішак · c3 біла тура · d3 чорний пішак · d2 білий слон · f1 білий король | f7 білий пішак · b6 чорний слон · a5 чорна тура · b5 чорний пішак · c5 білий пішак · d5 білий слон · g5 чорна тура · a4 білий пішак · b4 чорний король · c4 чорний ферзь · d4 білий ферзь · f4 білий кінь · g4 біла тура · a3 чорний пішак · c3 біла тура · d3 чорний пішак · d2 білий слон · f1 білий король | f7 білий пішак · b6 чорний слон · a5 чорна тура · b5 чорний пішак · c5 білий пішак · d5 білий слон · g5 чорна тура · a4 білий пішак · b4 чорний король · c4 чорний ферзь · d4 білий ферзь · f4 білий кінь · g4 біла тура · a3 чорний пішак · c3 біла тура · d3 чорний пішак · d2 білий слон · f1 білий король | 1 |
|   | a | b | c | d | e | f | g | h |   |

FEN: 8/5P2/1b6/rpPB2r1/PkqQ1NR1/p1Rp4/3B4/5K2
1. Qxd3! ~ 2. Rxc4#
1. … Qxc3 2. Qd4#
- — - — - — -
1. … Kxc5  2. f8Q#
1. … Kxa4  2. Rxa3#
1. … Qxd3+ 2. Sxd3#
1. … Qxf4+  2. Rxf4#
1. … ba      2. Qxc4#